# Stellaria borealis
Stellaria borealis là loài thực vật có hoa thuộc họ Cẩm chướng. Loài này được Bigelow miêu tả khoa học đầu tiên năm 1824.